# Saho Kohe
Saho Kohe (sinh ngày 22 tháng 12 năm 1993) là một cầu thủ bóng đá người Nhật Bản.

## Sự nghiệp câu lạc bộ
Saho Kohe hiện đang chơi cho Vanraure Hachinohe.